# Cydistomyia emergens
Cydistomyia emergens är en tvåvingeart som först beskrevs av H. Oldroyd 1957.  Cydistomyia emergens ingår i släktet Cydistomyia och familjen bromsar. Inga underarter finns listade i Catalogue of Life.